# احمد لر
احمد لُر نام یکی از پیروان مکتب حروفیه است. او تلاش‌هایی برای قتل شاهرخ تیموری کرد که در نتیجه آن توانست شاهرخ را با کارد مجروح کند اما نتوانست او را به قتل برساند. وی از مریدان فضل‌الله نعیمی، مؤسس فرقه حروفیه، محسوب می‌شود.

## زندگی
از نام او پیداست که زادگاهش لرستان بوده‌است. از میان مورخان عهد تیموری تنها حافظ ابرو او را از سرداران احمد جلایر، حاکم عراق، به‌شمار آورده‌است. احمد لر همراه با سلطان جلایر در آخرین لشکر کشی او به آذربایجان حضور داشت. اما سلطان جلایر در این جنگ کشته شد و احمد لر تصمیم گرفت به شروان برود و به خدمت منوچهر بن شیخ ابراهیم، حاکم آن‌جا، درآید. اما امیر ابراهیم نیز کشته شد و او به هرات، مرکز حکومت تیموریان، رفت و در حجره‌ای مشغول کلاه‌دوزی شد. این شغل ظاهراً در میان حروفیان تقدس خاصی داشته‌است زیرا شیخ فضل‌الله استرآبادی، مؤسس فرقه حروفیه، نیز پیشه‌اش کلاه‌دوزی بوده‌است.
به نظر می‌رسد احمد پیش از رفتن به هرات و حتی شاید در آذربایجان با مکتب حروفیه آشنا شده باشد؛ زیرا پس از ورود به هرات مستقیماً با پیروان این مذهب ارتباط برقرار کرد. او در هرات از نزدیکان خواجه عضد الدین، نوه دختری شیخ فضل‌الله، شد.

## قتل نافرجام شاهرخ تیموری
پس از قتل فضل‌الله استرآبادی در سال ۷۹۶ قمری به دست میرانشاه، پسر تیمور، گروهی از پیروان حروفیه در قلمرو تیموریان به مبارزه علیه این حکومت پرداختند. احمد لر در جمعه، ۲۳ ربیع‌الثانی سال ۸۳۰، به هنگام خروج شاهرخ از مسجد جامع هرات در حالی که کپنک به تن داشت به بهانه تقدیم عریضه‌ای، شاهرخ را با کارد مجروح کرد؛ اما در کشتن او ناکام ماند. خود او به دست یکی از نزدیکان شاهرخ به نام علی سلطان قوچین به قتل رسید. پس از این ماجرا امرای شاهرخ از این فرصت استفاده کردند و به سرکوب حروفیان و مخالفان پرداختند. خواجه عضدالدین و بسیاری از نزدیکان او را کشتند و سوزاندند. سپس میر مخدوم نیشابوری، از عارفان مشهور خراسان را نیز به قتل رساندند. خوشنویس برجسته دربار شاهرخ نیز به دوستی با احمد لر متهم شد و به زندان افتاد. حتی قاسم انوار را به جرم آنکه دیوانش در حجرهٔ احمد لُر پیدا شده بود به سمرقند تبعید کردند.